# Pacific Park
Pacific Park é um parque de diversões à beira-mar localizado em Santa Monica, Califórnia. O parque, localizado no Píer de Santa Monica, tem vista direta para o Oceano Pacífico, na direção da Ilha Catalina. É o único parque de diversões da Costa Oeste dos Estados Unidos localizado em um píer e o único parque sem entrada de LA. Há um total de doze brinquedos no Pacific Park, incluindo a primeira e única roda-gigante movida a energia solar que oferece uma vista do Oceano Pacífico e uma montanha-russa que circunda a maior parte do parque. Já apareceu em mais de 500  filmes e programas de televisão como Fat Albert, Hannah Montana, Hannah Montana: O Filme, Kidsongs, 90210, Bean e The Tonight Show with Jay Leno, bem como os populares videogames Grand Theft Auto: San Andreas e Grand Theft Auto V. Em 2020, apareceu na abertura do canal de televisão Sky Comedy. É operado pela Premier Parks LLC.

## História
O Píer Municipal de Santa Monica foi inaugurado em 1909; era principalmente para transportar canos de esgoto além dos disjuntores e não tinha amenidades. Em 1916, Charles ID Looff, que construiu o primeiro carrossel de Coney Island, iniciou a construção em um píer adjacente conhecido como Pleasure Pier, também chamado de Newcomb Pier, para uso como parque de diversões. Os dois cais agora são considerados parte do Píer de Santa Monica. As atrações no Pleasure Pier eventualmente incluíram o edifício Santa Monica Looff Hippodrome (que agora abriga o carrossel atual e está listado no Registro Nacional de Lugares Históricos), a montanha-russa de madeira Blue Streak Racer (que foi comprada do extinto parque de diversões Wonderland em San Diego), o Whip, carrosséis, órgãos Wurlitzer e uma casa de diversões. The Pleasure Pier prosperou durante a década de 1920, mas desbotou durante a Grande Depressão. Durante a década de 1930, o píer era usado principalmente como desembarque de balsas, enquanto a maior parte do píer foi fechada e suas atrações vendidas.
Ao longo das décadas seguintes, a cidade de Santa Mônica propôs vários planos para demolir o Newcomb Pier. O conselho municipal aprovou um plano para substituir o pier por uma ilha turística na Baía de Santa Mônica . Ativistas locais formaram a Save Santa Monica Bay e derrubaram esse plano, e em 1973, a cidade formalmente revogou uma ordem permanente para demolir o pier. A cidade adquiriu a propriedade do pier de propriedade privada no verão de 1974. Na década de 1980, o pier quase foi destruído pelas tempestades de inverno. Em 1983, a cidade formou uma Força Tarefa de Restauração e Desenvolvimento do Píer (agora a Pier Restoration Corporation), com a tarefa de devolver o píer à sua antiga glória. Concertos musicais de verão foram realizados no cais.
Em 1989, a Pier Restoration Corporation decidiu "tornar o píer um empreendimento comercial para todo o ano, com brinquedos de diversão, lojas de presentes, boates com entretenimento ao vivo e restaurantes" que seriam "uma reminiscência de seu apogeu nas décadas de 1920 e 1930". O atual parque de 2 acre(s)s (0,81 ha) foi inaugurado em 1996 como um parque de diversões familiar em grande escala.

## Passeios
O parque é "fechado" e não há cobrança de entrada; passeios individuais cobram uma taxa. Há uma dúzia de passeios, bem como jogos intermediários, lojas de alimentos e compras. Um espaço para eventos Seaside Pavilion foi inaugurado em 2009 para eventos corporativos e privados. Esta é uma lista de atrações em operação no Pacific Park em 2016.

### Montanhas-russas
- West Coaster - Uma montanha-russa de aço que percorre o perímetro do Pacific Park. A altura máxima de West Coaster é de 17 metros, e o único trem atinge velocidades de 35 milhas por hora.

### Parques radicais
- Inkie's Scrambler - Um crazy dance de 12 carros, remodelado em 2013[11]
- Sea Dragon - Um navio pirata com um giro de 180°.
- Pacific Plunge - Uma torre suspensa de 14 metros construída pela Moser Rides. Transporta 10 pessoas sentadas em duas gôndolas.

### Passeios em família
- Pacific Wheel - A Pacific Wheel original foi listada no eBay com metade da receita doada para as Olimpíadas Especiais. Tinha 20 gôndolas e foi destaque no filme de Steven Spielberg, 1941.[12] A atual roda-gigante do Pacific mede 26 metros, e o ponto de vista no topo é de mais de 40 metros acima do cais. O Pacific Park afirma que sua roda-gigante é a única roda gigante movida a energia solar do mundo.[13]
- Sig Alert EV - Um corredor de carros bate-bate nomeado com alerta de tráfego exclusivo da Califórnia.

### Passeios infantis
- Inkie's Frog Hopper - Uma torre rebatível em escala reduzida, atingindo 5.5 metros de altura
- Inkie's Wave Jumper
- Shark Frenzy
- Inkie's Sea Planes
- Inkie's Air Lift
- Balanço à beira-mar

## Galeria

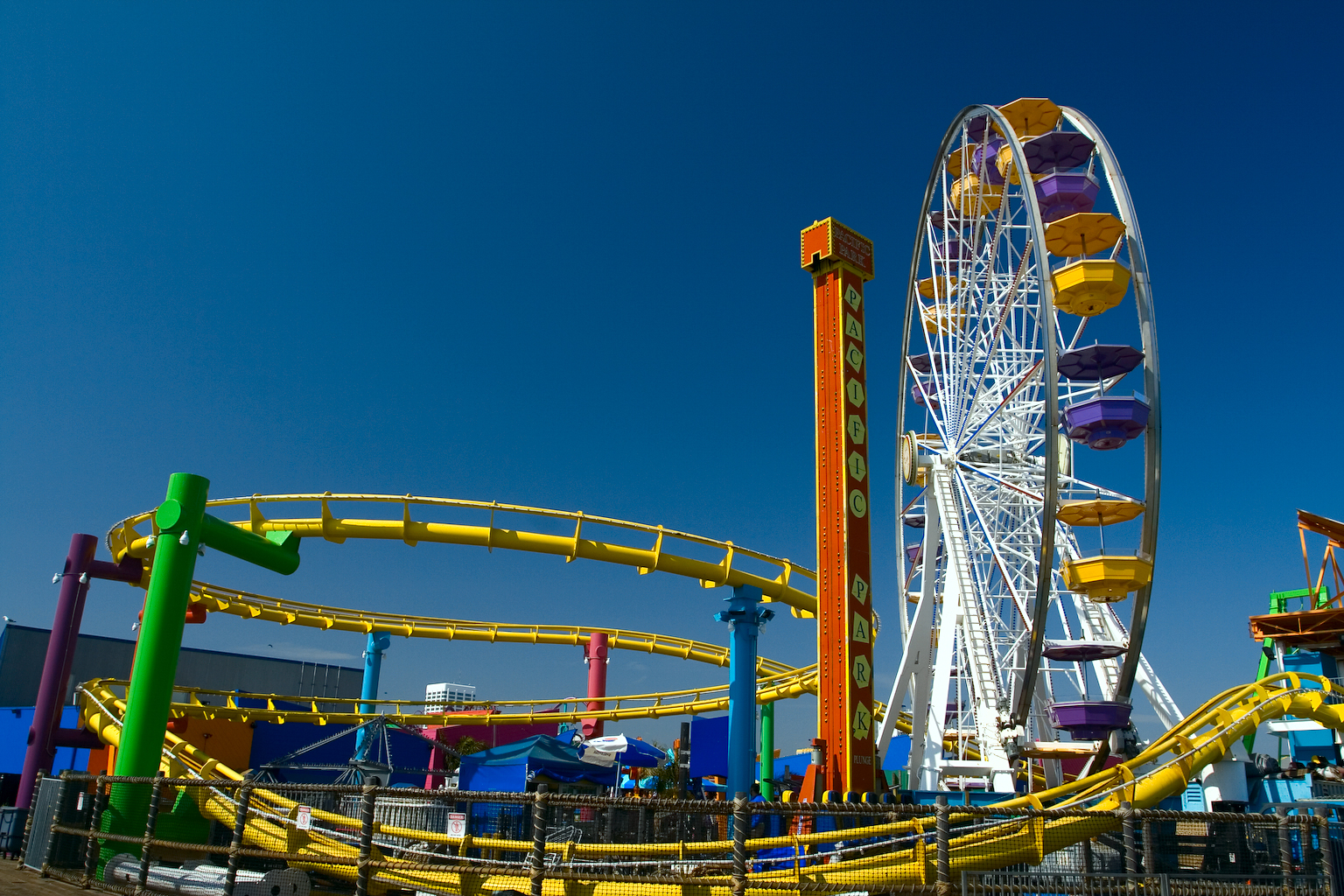
Vista sudoeste do Pacific Park
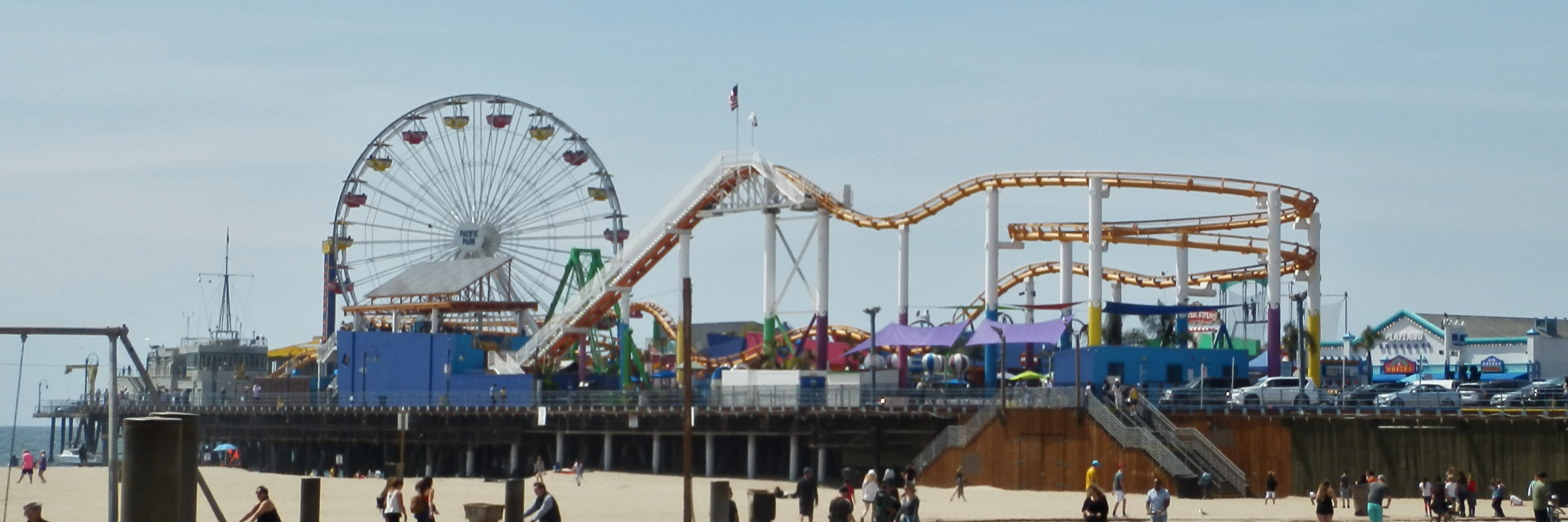
Vista sul do Pacific Park
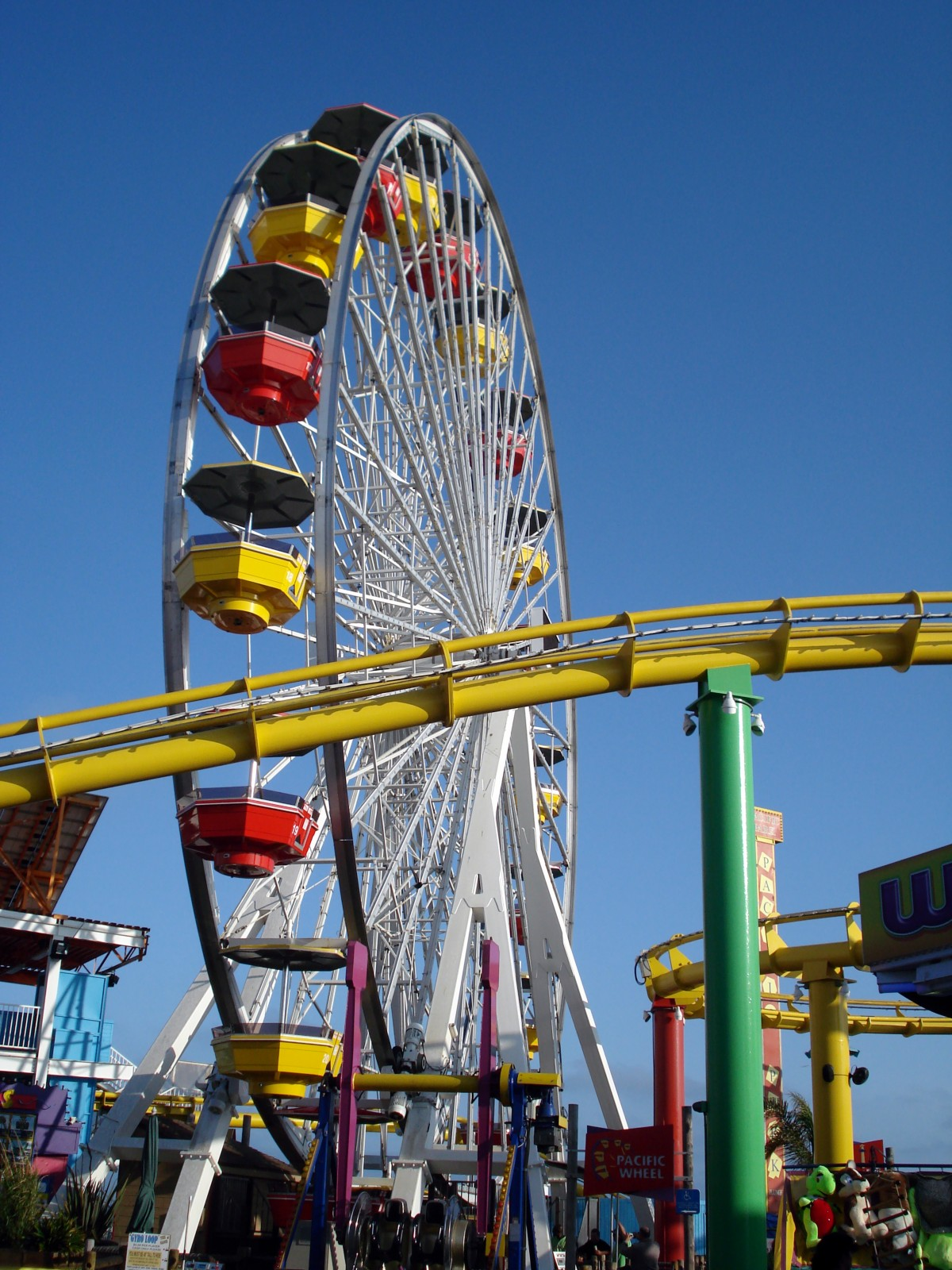
A roda-gigante movida à energia solar em 2009.
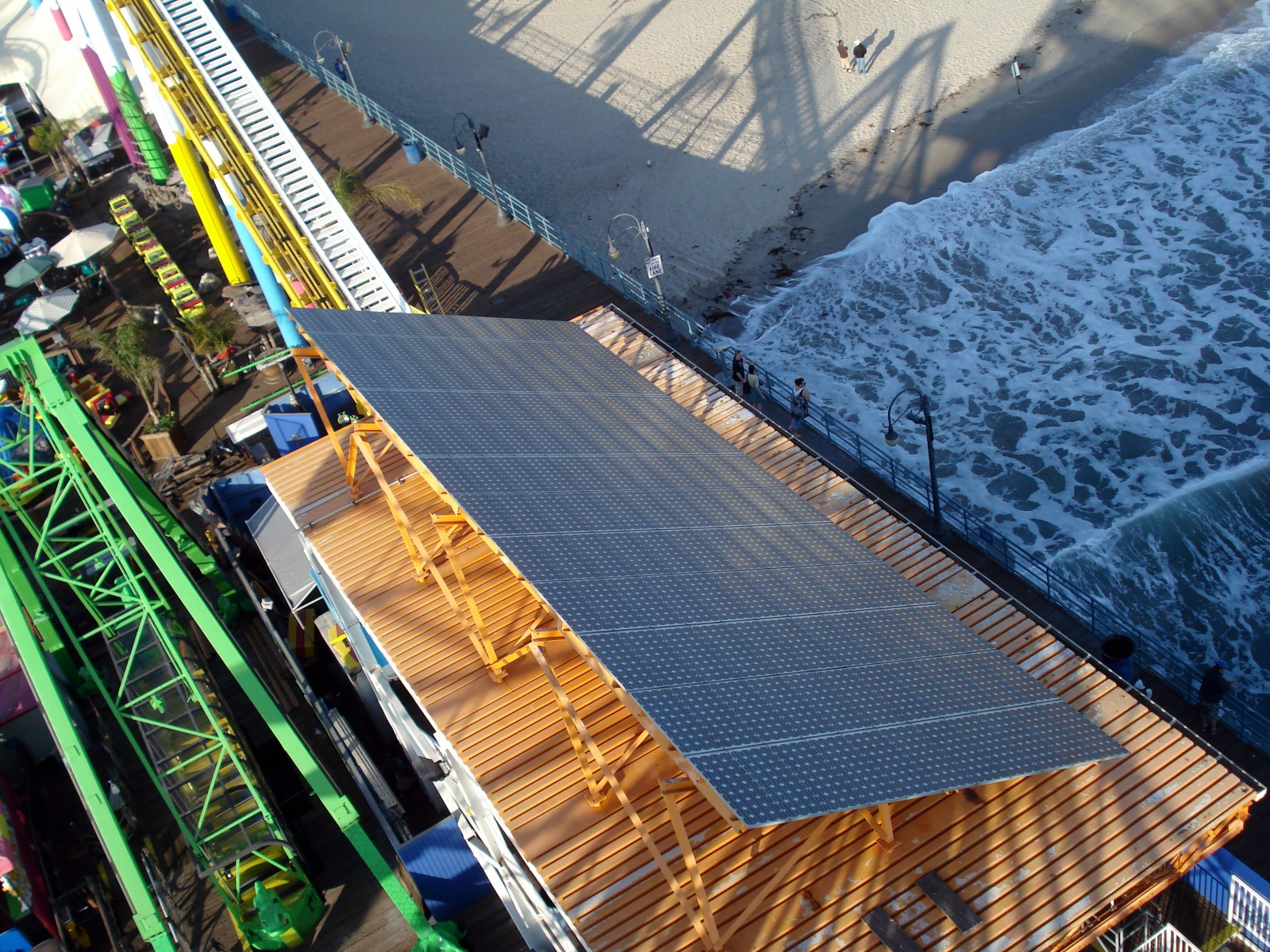
O painel solar alimentando a roda, 2009.
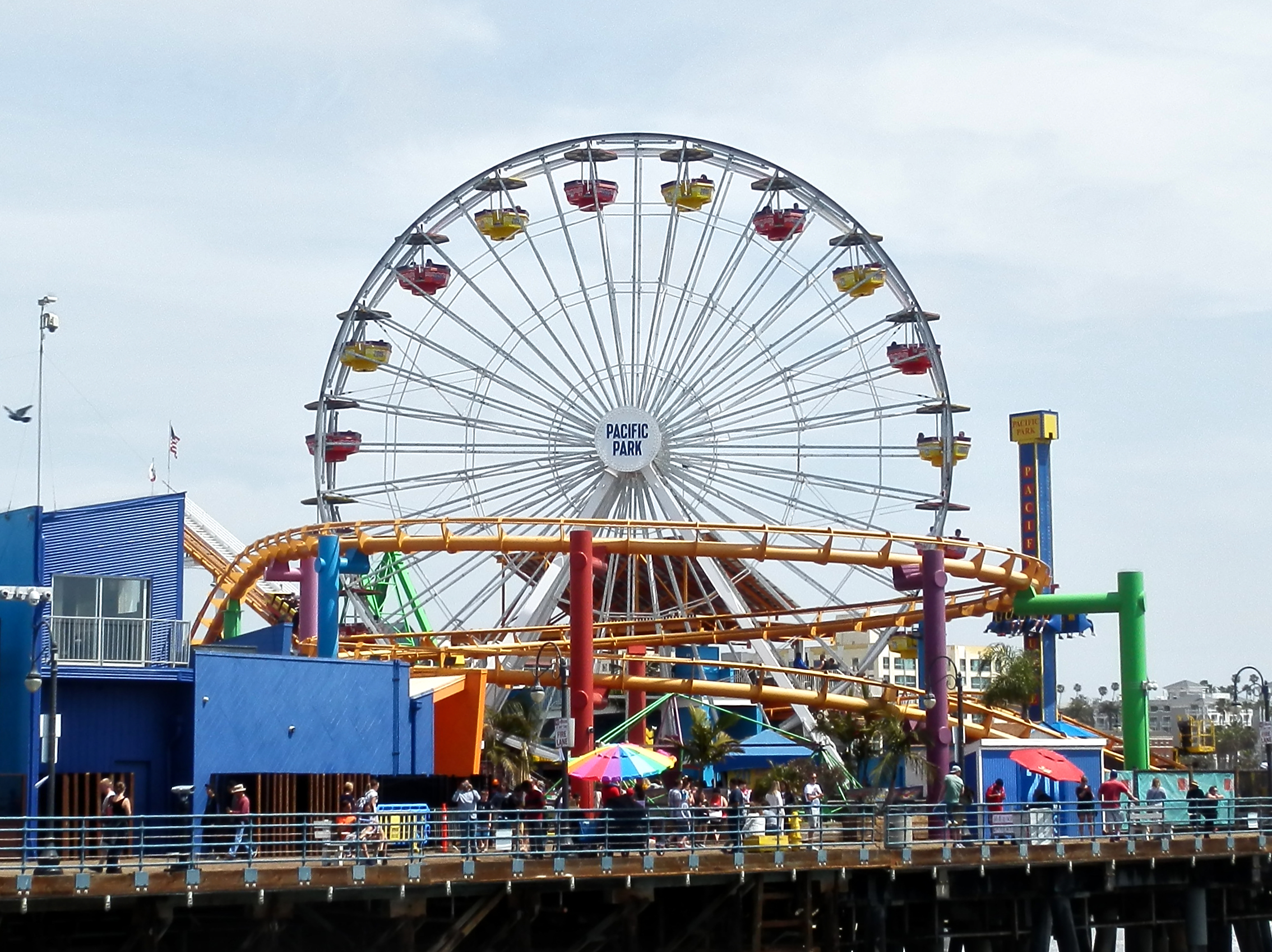
Pacific Park visto do final do Pier de Santa Mônica